# Aotus jorgehernandezi
Aotus jorgehernandezi (лат.) — вид млекопитающих семейства ночных обезьян из Южной Америки.

## Классификация
Впервые вид был описан в 2007 году Томасом Дефлером и Мартой Буэно по экземпляру, содержавшемуся в неволе в Колумбии, пойманному, по словам владельца, на границе департаментов Киндио и Рисаральда. Видовое название дано в честь колумбийского биолога Хорхе Эрнандеса Камачо.

## Описание
Примат небольшого размера. Шея серая, над каждым глазом белое пятно, между ними тёмная полоса. Шерсть на груди, брюхе, нижних конечностях и запястьях толстая, белая. В отличие от других ночных обезьян, кроме Aotus brumbacki, имеет 50 хромосом.

## Распространение
Считается, что может населять западные склоны и предгорья Анд в Колумбии в департаментах Рисаральда и Киндио. Также, вероятно, встречается в Национальном парке Татама.

## Статус популяции
Международный союз охраны природы присвоил виду охранный статус «Недостаточно данных».